# Eurocalia cervinus
Eurocalia cervinus är en insektsart som först beskrevs av Walker 1851.  Eurocalia cervinus ingår i släktet Eurocalia och familjen Flatidae. Inga underarter finns listade i Catalogue of Life.